# Gephyra costinotata
Gephyra costinotata är en fjärilsart som beskrevs av William Schaus 1913. Gephyra costinotata ingår i släktet Gephyra och familjen mott. Inga underarter finns listade i Catalogue of Life.